# Macumoto Gjódzsi
Macumoto Gjódzsi (Szaitama, 1934. augusztus 13. – Szaitama, 2019. szeptember 2.) japán válogatott labdarúgó.

## Pályafutása
1958-ban egy alkalommal szerepelt a japán válogatottban.

## Statisztika
| Japán válogatott | Japán válogatott | Japán válogatott |
| Időszak          | Mérk.            | gól              |
| ---------------- | ---------------- | ---------------- |
| 1958             | 1                | 0                |
| Összesen         | 1                | 0                |